# Skaner (zespół muzyczny)
Skaner – polska grupa muzyczna nurtu disco polo. Liderem i wokalistą grupy jest Robert Sasinowski, w latach 1991–1993 gitarzysta w zespole Boys. Od 1994 roku jest liderem zespołu, kompozytorem i autorem tekstów większości piosenek. 
Na swoim koncie zespół ma 10 albumów, liczne przeboje i wiele nagród. Zespół piosenką Nadzieja – na melodię znanego w całym byłym ZSRR z wykonania Wadima Kazaczenki (Вадим Казаченко) przeboju Wiesna (komp. Wiaczesław Janko (Вячеслав Янко)) – w lipcu 1996 wygrał Pierwszy Ogólnopolski Festiwal Muzyki Disco Polo w Koszalinie. Posiada dwie złote płyty i jedną platynową za album Pociąg do gwiazd. We wrześniu 1999 roku teledysk do piosenki Żołnierz nominowany był do nagród Yach Film Festival. Zespół koncertuje w Polsce i za granicą (USA, Niemcy, Belgia, Grecja, Hiszpania, Wielka Brytania).

## Albumy
- Stracona miłość (lato 1993)
- Gorące uczucia (listopad 1994)
- Kolędy (grudzień 1995)
- Nadzieja (luty 1996)
- Pociąg do gwiazd (luty 1997) status złotej i platynowej płyty (złotej w Ostródzie, platynowej w Sali Kongresowej, [kwiecień 1998])
- Lato w Kołobrzegu (lipiec 1998) status złotej płyty
- The Best of Skaner (czerwiec 1999)
- The Best of Skaner cz. 2 (jesień 1999)
- Skaner - Wielka Kolekcja (31 marca 2009)
- Zagraj ze mną... (20 października 2009)

## Skład zespołu
- lato 1993 – jesień 1994: Janusz Małyszko, Jarek Wynimko[4]
- jesień 1994 – marzec 1995: Robert Sasinowski, Janusz Małyszko[5]
- kwiecień 1995 – marzec 1996: Robert Sasinowski, Leszek Gulewicz, Mariusz Bruszewski[6]
- kwiecień 1996 – wiosna 1997: Robert Sasinowski, Leszek Gulewicz, Mariusz Bruszewski, Franky[7]
- wiosna 1997 – lipiec 1999: Robert Sasinowski, Leszek Gulewicz, Franky[8]
- sierpień 1999 – styczeń 2002: Robert Sasinowski i Leszek Gulewicz[9]
- od stycznia 2002: Robert Sasinowski i grupa taneczna break dance[10]